# Gabriel Thohey Mahn-Gaby
Gabriel Thohey Mahn-Gaby (* 19. September 1927 in Kanazogon; † 5. Mai 2016) war ein myanmarischer Geistlicher und römisch-katholischer Erzbischof von Yangon.

## Leben
Gabriel Thohey Mahn-Gaby empfing am 21. Dezember 1951 die Priesterweihe.
Papst Paul VI. ernannte ihn am 9. November 1964 zum Koadjutorerzbischof von Rangun und Titularerzbischof von Stauropolis. Der Erzbischof von Rangun, Victor Bazin M.E.P., spendete ihm am 2. Februar des nächsten Jahres die Bischofsweihe; Mitkonsekratoren waren George Maung Kyaw, Bischof von Bassein, und Sebastian U Shwe Yauk, Bischof von Toungoo. 
Mit dem Rücktritt Victor Bazins am 19. Juni 1971 folgte er diesem als Erzbischof von Rangun nach. Während seiner Amtszeit erfolgte im Oktober die Umbenennung der Erzdiözese in Erzbistum Yangon. Am 30. September 2002 nahm Papst Johannes Paul II. sein altersbedingtes Rücktrittsgesuch an.